# Manvel (Dakota del Nord)
Manvel è un centro abitato degli Stati Uniti d'America, situato nella Contea di Grand Forks, nello Stato del Dakota del Nord. Nel censimento del 2000 la popolazione era di 370 abitanti. La città è stata fondata nel 1881. Appartiene all'area metropolitana di Grand Forks.

## Geografia fisica
Secondo i rilevamenti dell'United States Census Bureau, la località di Manvel si estende su una superficie di 0,80 km², tutti occupati da terre.

## Popolazione
Secondo il censimento del 2000, a Manvel vivevano 370 persone, ed erano presenti 100 gruppi familiari. La densità di popolazione era di 485 ab./km². Nel territorio comunale si trovavano 144 unità edificate. Per quanto riguarda la composizione etnica degli abitanti, il 96,22% era bianco, lo 0,81% era afroamericano e l'1,35% era nativo. Lo 0,81% apparteneva ad altre razze, mentre lo 0,81% appartiene a due o più razze. La popolazione di ogni razza ispanica corrispondeva all'1,35% degli abitanti.
Per quanto riguarda la suddivisione della popolazione in fasce d'età, il 28,6% era al di sotto dei 18, il 6,2% fra i 18 e i 24, il 30,5% fra i 25 e i 44, il 26,2% fra i 45 e i 64, mentre infine l'8,4% era al di sopra dei 65 anni di età. L'età media della popolazione era di 35 anni. Per ogni 100 donne residenti vivevano 113,9 maschi.